# Volfrám(IV)-tellurid
A volfrám(IV)-tellurid egy szervetlen, félfém vegyület. Képlete WTe2. 2014 októberében fedezték fel, hogy extrém nagy mágneses ellenállást mutat.

## Fordítás
Ez a szócikk részben vagy egészben  a   Tungsten(IV) telluride című angol Wikipédia-szócikk fordításán alapul.  Az eredeti cikk szerkesztőit annak laptörténete sorolja fel. Ez a jelzés csupán a megfogalmazás eredetét és a szerzői jogokat jelzi, nem szolgál a cikkben szereplő információk forrásmegjelöléseként.